# Messemé

Messemé este o comună în departamentul Vienne, Franța. În 2009 avea o populație de 219 de locuitori.